# Afromelecta fulvohirta
Afromelecta fulvohirta är en biart som först beskrevs av Cameron 1905.  Afromelecta fulvohirta ingår i släktet Afromelecta och familjen långtungebin. Inga underarter finns listade i Catalogue of Life.